# Wimme Saari

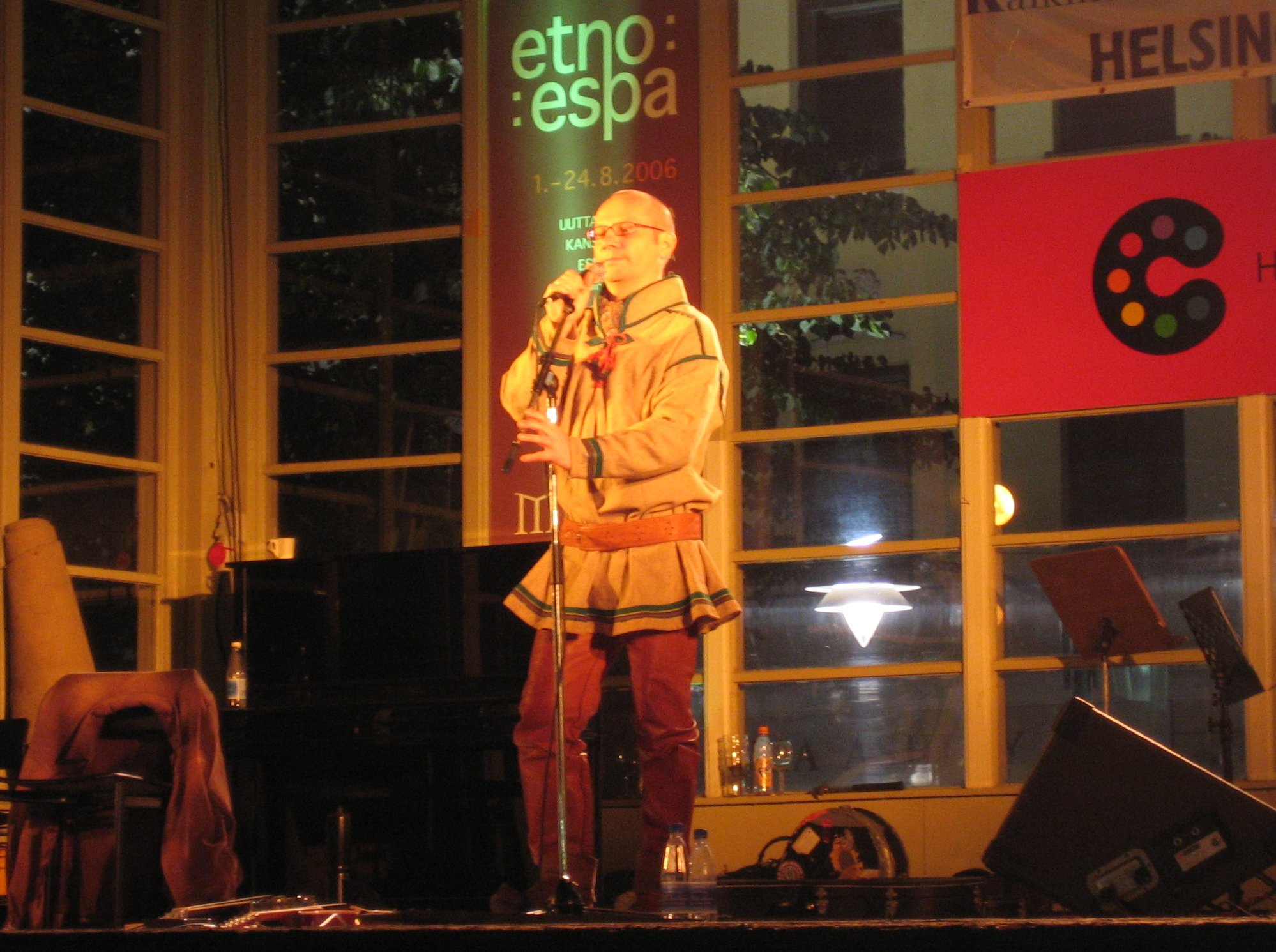
Wimme Saari auf der Bühne, 2006

Wimme Saari, kurz Wimme (* 1959 in Kelottijärvi, Gemeinde Enontekiö, Finnland), ist ein samischer Joik-Sänger aus Finnland. 
Er kombiniert traditionellen samischen Gesang mit seinen eigenen Improvisationen, häufig begleitet von Techno-Ambient-Klängen von Mitgliedern der finnischen Gruppe RinneRadio.
Wimme Saari hat ebenfalls an Alben anderer Gruppen mitgewirkt, z. B. Hedningarna.

## Leben
Wimme Saari wuchs mit 9 Geschwistern auf einer Insel im nördlichen Teil des Sees Gelotjávri (nordsamisch, finnisch Kelottijärvi) in Eanodat (Enontekiö) auf. Seine Muttersprache ist Nordsamisch, das er auch mit seinen Kindern spricht.
Mitte der 80er Jahre zog er nach Helsinki um und Mitte der 90er Jahre nach Nordkarelien, wo er mehrere Jahre zusammen mit seiner ehemaligen Frau, der Musikerin Tellu Turkka, und seinen vier Kindern aus erster Ehe vor Turkka in Liperi wohnte. Er war zwanzig Jahre lang Hausmann und betreute alle Kinder selbst, weil er aufgrund seiner eigenen Kindheitserfahrungen Institutionen jeglicher Art verabscheut. Inzwischen ist er geschieden und lebt in Joensuu.

## Diskografie
- 1995: Wimme
- 1996: Texas (EP)
- 1997: Gierran
- 2000: Cugu
- 2003: Bárru
- 2004: Gapmu (in Finnland erschien es Weihnachten 2003)
- 2010: Mun

### Mit Bezug auf Wimme
- 1992: RinneRadio Joik Aani AA-X-007
- 1994: Hedningarna Trä NSD 6008
- 1997: Hedningarna Hippjokk NSD 6003

## Preis
- 2011 Teosto-Preis (zusammen mit Tapani Rinne und Tuomas Norvio für Mun)